# Khewra
Khewra là một thị trấn ở Pind Dadan Khan Tehsil trong huyện Jhelum, tỉnh Punjab, Pakistan, it is located at 32°38'60N 73°1'0E. Thị trấn về hành chính được chia thành hai hội đồng liên hiệp và là nơi có mỏ muối Khewra.